# بدرواه

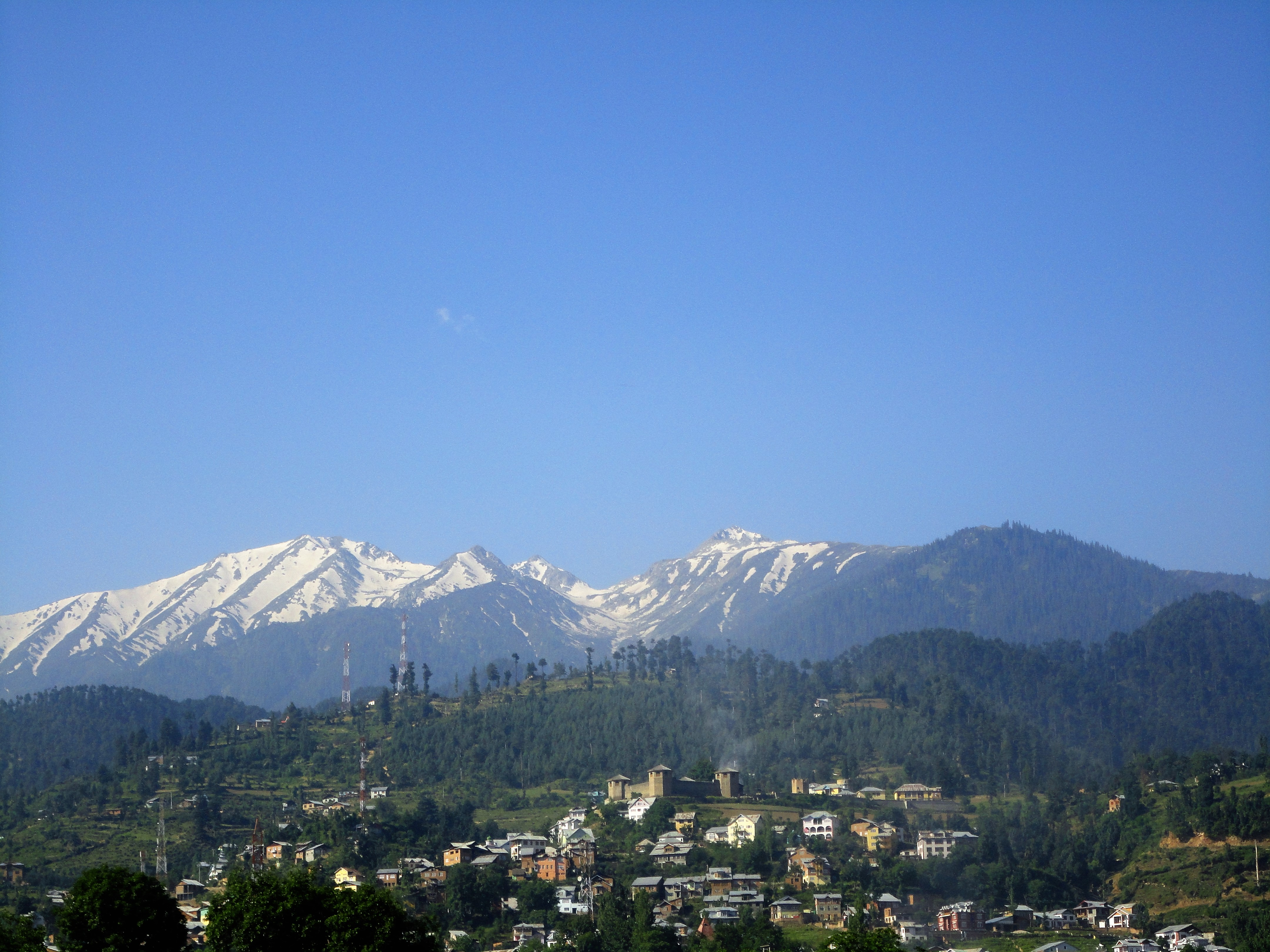
منظر عام لإقليم بدرواه

بدرواه هي مدينة وتحصيل بمنطقة دودا في ولاية جامو وكشمير.